# Brideshead Revisited (boek)
Brideshead Revisited is een boek van de Engelse schrijver Evelyn Waugh dat voor het eerst werd uitgegeven in 1945. Het boek gaat over hoe de goddelijke barmhartigheid inwerkt op een groep van zeer verschillende personages die nauw met elkaar verbonden zijn. Het verhaalt over de lotgevallen van het fictieve personage Charles Ryder, die betrokken raakt bij een katholieke aristocratische familie.

## Verfilmingen
In 1981 werd het boek door Granada Television verfilmd voor ITV. Het speelt vanaf de jaren 20 van de twintigste eeuw tot 1945. In 2008 werd er een filmversie van gemaakt onder regie van Julian Jarrold.

## Korte inhoud
Brideshead Revisited vertelt het verhaal van Charles Ryders relatie met de aristocratische familie Flyte. Charles raakt in Oxford bevriend met de jongste zoon van de familie, de knappe Lord Sebastian Flyte, een enfant terrible met kinderlijke trekken. Sebastian neemt Charles mee naar zijn romantisch voorvaderlijk huis, Brideshead Castle, waar Charles Sebastians familie ontmoet. Al gauw blijkt dat de katholieke familie (de burgerlijke broer Brideshead en zijn zusters Julia en Cordelia) een aantal pijnlijke geheimen verborgen houdt: zo heeft de vader van Sebastian het katholieke geloof opgegeven, hij woont in Venetië met een minnares. Sebastian raakt steeds meer verslaafd aan alcohol en verhuist ten slotte naar Afrika. Charles Ryder vervreemdt van de Flytes, tot hij jaren later op een boot naar Engeland Julia ontmoet. Ze besluiten beiden te gaan scheiden om met elkaar te kunnen trouwen, maar Julia's vader gooit roet in het eten. Op zijn sterfbed bekeert hij zich, en Julia besluit dat ze niet langer in zonde kan leven, omdat de katholieke Kerk echtscheiding sterk afkeurt. Vele jaren later, tijdens de Tweede Wereldoorlog, wordt Charles op Brideshead gestationeerd, maar de familie is intussen weggetrokken.

## De relatie tussen Ryder en Flyte
De relatie tussen Charles Ryder en Sebastian Flyte wordt in het boek beschreven als een emotioneel verbond. De televisieserie lijkt er op te wijzen dat ze ook een fysieke relatie hadden. Evelyn Waugh heeft weinig uitspraken gedaan over dit aspect van zijn werk. Vanwege de sensuele atmosfeer van de omgang tussen beide mannen heeft de televisieserie een cultstatus bij homoseksuelen.

## Gerelateerde onderwerpen
- Brideshead Revisited, televisieserie uit 1981
- Brideshead Revisited, film uit 2008